# محمد انور بجارزهی
محمد انور بجارزهی نمایندهٔ چابهار، نیک‌شهر، کنارک، قصرقند، دشتیاری و زرآباد در دوره دوازدهم مجلس شورای اسلامی است. وی با کسب ۵۴٬۰۲۵ رأی انتخاب و به مجلس راه یافت.
وی سابقه معاونت مدیرکل ارشاد اسلامی استان سیستان و بلوچستان و همچنین فرمانداری شهرستان سرباز را نیز دارا می‌باشد.